# Nadleśnictwo Olecko
Nadleśnictwo Olecko – jednostka organizacyjna Lasów Państwowych podległa Regionalnej Dyrekcji Lasów Państwowych w Białymstoku. Siedziba nadleśnictwa znajduje się w Olecku, w powiecie oleckim, w województwie warmińsko-mazurskim.
Nadleśnictwo obejmuje część powiatów oleckiego, ełckiego, gołdapskiego i niewielki fragment powiatu giżyckiego w województwie warmińsko-mazurskim oraz część powiatu suwalskiego w województwie podlaskim.

## Historia
Przedwojenne losy tutejszych lasów nie są dobrze znane, ze względu na spłonięcie dokumentacji w czasie II wojny światowej.
W 1945 powstało Nadleśnictwo Jucha, później również Nadleśnictwo Olecko. W 1953 dokonano reorganizacji tutejszej administracji leśnej, w wyniku której z części nadleśnictw Czerwony Dwór, Gołdap i Olecko powstały nadleśnictwa Kowale i Olecko. Kolejna zmiana granic miała miejsce w 1972. Połączono wówczas nadleśnictwa Kowale i Olecko oraz część nadleśnictwa Jucha. Nowa jednostka przyjęła nazwę Nadleśnictwo Olecko.

## Ochrona przyrody
Na terenie nadleśnictwa znajdują się dwa rezerwaty przyrody:
- Cisowy Jar
- Torfowisko na Tatarskiej Górze.

## Drzewostany
Typy siedliskowe lasów nadleśnictwa (z ich udziałem procentowym):
- lasy 78%
- bory 14%
- olsy 8%

Gatunki lasotwórcze lasów nadleśnictwa (z ich udziałem procentowym):
- sosna 32%
- świerk 24%
- brzoza 17%
- dąb 13%
- olsza 12%
- pozostałe 2%

Przeciętna zasobność drzewostanów nadleśnictwa wynosi ponad 283 m³/ha, a średni wiek 52 lata.